# Pristimantis johannesdei
Pristimantis johannesdei es una especie de anfibio anuro de la familia Craugastoridae.

## Distribución
Esta especie es endémica de la vertiente occidental de la Cordillera Occidental en Colombia. Habita entre los 1500 y 1800 m de altitud en los departamentos de Antioquia y Risaralda.

## Etimología
Esta especie lleva el nombre en honor a John Douglas Lynch.

## Publicación original
- Rivero & Serna, 1988 "1987" : Tres nuevas especies de Eleutherodactylus (Amphibia, Leptodactylidae) de Antioquia, Colombia. Caribbean Journal of Science, vol. 23, n.º 3/4, p. 386-399[5]